# 阿卜杜勒·哈米德 (政治人物)
穆罕默德·阿卜杜勒·哈米德（發音：[ˈmoɦɑmmod ˈabdul ˈɦamid]；1944年1月1日—），孟加拉国第16任总统。此前哈米德是孟加拉国国民议会议长，在齐勒·拉赫曼去世前代理总统职务，直至2013年4月22日被选为总统，24日正式就任。

## 生平

### 早年和教育
哈米德出生于吉绍尔甘杰县米薩邁恩烏帕齊拉（Mithamain Upazila）卡马尔普村（Kamalpur），在达卡大学中央法律学院获得法学学士学位，之后在吉绍尔甘杰县法院当实习律师，并多次担任当地律师协会会长。

### 政治生涯
哈米德在学生时代以担任古鲁达亚尔政府学院副主席开始他的政治生涯，从1970年至2009年他7次当选为议员。1996年担任国民议会副议长，2001年成为反对党副领袖。2009年1月25日，当选为第七届国民议会议长。因为他在1971年孟加拉国解放战争作出的贡献，2013年他被授予独立日奖。

#### 总统
2013年3月14日，因齐勒·拉赫曼因病前往新加坡住院时，哈米德以议长身份代理总统职务，20日拉赫曼病逝，4月22日，哈米德作为唯一候选人当选该国建国以来第20任总统。他於2018年連任。

## 家庭
哈米德已婚，育有三子一女。